# Karakorum
Karakorum, planinski lanac u Aziji, proteže su unutar granica Pakistana, Kine i Indije. Jedan je od najviših lanaca na svijetu. Lanac sadrži preko 60 vrhova viših od 7000 m, od kojih je najpoznatiji K2 (8611 m), drugi najviši vrh svijeta. Lanac je dug oko 500 km i najvećim dijelom nalazi se u sjevernom Pakistanu. To je područje s najviše ledenjaka izvan polarne regije.
Ime dolazi iz turskog, a znači "crni šljunak". Drugo tumačenje je da "crni" u imenu označava stranu svijeta pa ime znači "sjeverno od šljunka". U blizini jest planinski prijevoj Karakorum u kojem se nalazi takvo kamenje. Stariji putopisci nazivali su gorje i imenom Muztagh (Ledena planina). Pod utjecajem Velikog trigonometrijskog istraživanja (Great Trigonometric Survey of India)   Thomasa Montgomeriea promijenila se terminologija.
Na sjeveru lanac omeđuju Tibet, planine Pamir i Wakhan koridor. Zapadno se nalaze lanci Hidu Raj i Hindu Kush. Južno omeđenje Karakoruma čine rijeke Gilgit, Ind, i Shyok, koje također odjeljuju lanac Karakorum od lanca Himalaja.
Zbog svoje nepristupačnosti, lanac je slabije naseljen od Himalaja (koje se nalaze istočnije) i prvi europski istraživači došli su u to područje u ranom 19. stoljeću.
Karakorum i Himalaje nalaze se području sudara dvaju kontinenata i od velike je važnosti za geologiju, za pručavanje tektonskih promjena. Ledenjaci služe za istraživanje klimatskih promjena.

## Najviši vrhovi
Najznačajniji vrhovi nalaze se u sjevernom Pakistanu:
- K2 (Qogir Feng) (8611 m)
- Gasherbrum I (8068 m)
- Phalchen Kangri (8047 m)
- Gasherbrum II (8035 m)
- Gasherbrum IV (7925 m)
- Distaghil Sar (7885 m)
- Masherbrum (7821 m)
- Rakaposhi (7788 m)
- Kanjut Sar (7761 m)
- Saser Kangri (7672 m)
- Chogolisa (7665 m)
- Haramosh vrh (7397 m)
- Ogre (7285 m)
- Muztagh toranj (7273 m)

### Ostali projekti
|  | Zajednički poslužitelj ima još gradiva o temi Karakorum |

## Vanjske poveznice
- Opsežne informacije o planinama Himalaje i Karakoruma s poveznicama do dobrih slika
- Karakorum  Arhivirana inačica izvorne stranice od 25. siječnja 2019. (Wayback Machine)
- Planinarenje
- Karakorum autocesta
- Muztagh Travel  Arhivirana inačica izvorne stranice od 1. prosinca 2020. (Wayback Machine)